# Златоуст
Златоу́ст — город в Челябинской области России. Административный центр Златоустовского городского округа. С точки зрения административно-территориального деления является городом областного подчинения.
Экономический, политический, культурный и туристический центр запада Челябинской области. Златоуст имеет богатую историю, входит в перечень исторических городов России. Население составляет 157 244 чел. (2025).
Златоуст считается одним из самых высокогорных городов Урала, жилые кварталы которого расположены на высоте 400—600 м от уровня моря. К востоку от города проходит граница между Европой и Азией.

## Физико-географическая характеристика

### Географическое положение
Расположен в европейской части России, на реке Ай (бассейн реки Уфы), в 120 км к западу от областного центра Челябинска (160 км по железнодорожной линии) и в 1750 км к востоку от Москвы (1941 км по железной дороге). Через город проходит исторический ход Транссиба, рядом с городом проходит федеральная автодорога М-5 «Урал». Город занимает площадь 118,2 км². Протяжённость с юга на север 17 км, с запада на восток 10,4 км.

### Рельеф и геологическое строение
Находится в горно-лесной части Челябинской области, в долине реки Ай, образованной горными хребтами Южного Урала. На востоке расположен хребет Уралтау, на западе — хребет Уреньга и горы Мышляй. С севера долину замыкают Таганай и Назминский хребет. Рельеф города типично горный, с резкими перепадами высот.
В центре города, на месте впадения реки Тесьмы в Ай расположен Златоустовский пруд, выше него по течению — Айское водохранилище. Ещё два водохранилища расположены на реках Большая Тесьма (Больше-Тесьминское водохранилище) и Малая Тесьма (Мало-Тесьминское водохранилище).

### Климат
Климат умеренный континентальный. Горы влияют на климат, делая его более влажным и уменьшая годовую амплитуду температуры воздуха по среднемесячным показателям.
- среднегодовая температура воздуха: +1,9 °C;
- относительная влажность воздуха: 69,2 %;
- средняя скорость ветра: 3,5 м/с;

| Показатель              | Янв.  | Фев.  | Март | Апр. | Май  | Июнь | Июль | Авг. | Сен. | Окт. | Нояб. | Дек.  | Год |
| ----------------------- | ----- | ----- | ---- | ---- | ---- | ---- | ---- | ---- | ---- | ---- | ----- | ----- | --- |
| Средняя температура, °C | −12,7 | −11,8 | −5,5 | 2,9  | 10,0 | 15,3 | 16,8 | 14,3 | 8,7  | 2,1  | −6,4  | −11,4 | 1,9 |
| Норма осадков, мм       | 33    | 27    | 28   | 38   | 63   | 78   | 104  | 87   | 68   | 63   | 48    | 39    | 676 |
| Источник: .             |       |       |      |      |      |      |      |      |      |      |       |       |     |

| Показатель                            | Янв.  | Фев.  | Март  | Апр.  | Май   | Июнь | Июль | Авг. | Сен.  | Окт.  | Нояб. | Дек.  | Год   |
| ------------------------------------- | ----- | ----- | ----- | ----- | ----- | ---- | ---- | ---- | ----- | ----- | ----- | ----- | ----- |
| Абсолютный максимум, °C               | 5,1   | 7,3   | 13,7  | 30,0  | 34,1  | 36,7 | 38,4 | 38,1 | 33,4  | 23,1  | 13,1  | 6,2   | 38,4  |
| Средняя температура, °C               | −13,7 | −13   | −7,1  | 2,5   | 11,7  | 17,7 | 19,0 | 16,0 | 9,9   | 2,1   | −7,8  | −13,2 | 2,1   |
| Абсолютный минимум, °C                | −48,1 | −46,7 | −36,8 | −29,4 | −13,4 | −4,1 | −3,1 | −5,3 | −14,1 | −26,1 | −38,4 | −47,4 | −48,1 |
| Норма осадков, мм                     |       |       |       |       |       |      | 103  |      |       |       |       |       | 588   |
| Источник: NASA. База данных RETScreen |       |       |       |       |       |      |      |      |       |       |       |       |       |

### Часовой пояс
Златоуст находится в часовой зоне МСК+2. Смещение применяемого времени относительно UTC составляет +5:00.

## История
Первое русское временное поселение на территории современного Златоуста возникло в конце XVII века в связи с поиском золота. В 1664 году старец Лот из Далматовского Успенского монастыря под пытками признался, что совершил поездку на Южный Урал, в ходе которой ему сообщили о том, что на озере Иртяш идёт плавка золота и серебра, добываемого на «Сибирской горе», расположенной в верховьях Уфы, Яика и Гадая. В 1668—1674 годах была снаряжена большая военно-геологическая экспедиция, состоявшая из более чем 1 тыс. человек с пушками и снаряжением, которая в 1672 году построила в районе нынешнего национального парка «Таганай» Ново-Уральский острожек. Этот острожек стал первым русским поселением на территории современной Челябинской области. Однако геологические изыскания окончились полной неудачей, о чём в летописи сказано в таких выражениях: «Ничего не найдено, а государевой казне великая тщета и гибель учинилась». После провала острожек был заброшен. В 1708 году рассказ о «Сибирской горе» был случайно обнаружен в документах Сибирской губернской канцелярии и доложен секретарю Петра I А. Д. Макарову. В. Н. Татищеву было дано указание проверить сведения о серебряной руде. В 1720-е годы новая экспедиция, работавшая у развалин острожка, не нашла металла в местной породе. В 1741 году к разрушенному острожку прибыла новая экспедиция, которая обнаружила железную руду и выбрала место для постройки Златоустовского завода.
В 1754 году А. П. Мосолов, на выкупленных у башкир вотчинных землях у горы Косотур, основал железоделательный завод, названный впоследствии в честь святого Иоанна Златоуста Златоустовским. Указ Берг-коллегии о строительстве завода был издан 31 августа 1754 года. Завод получил своё название из-за намерений владельцев построить в заводском посёлке церковь во имя святого Иоанна Златоуста, которая была построена в 1865 году. Таким образом, наименование завод получил задолго до начала строительства. По мнению краеведов, образ Иоанна Златоуста был фамильной иконой семьи основателя завода предпринимателя А. П. Мосолова.
В 1769 году завод был выкуплен тульским купцом Л. И. Лугининым.
В 1774 году завод был сожжён Пугачёвым.
Указом Екатерины II от 2(13).5.1784 в Уфимской области образован Троицкий уезд. Уфимское наместничество являлось одним из центров металлургической промышленности. После преобразования наместничеств, посёлок и уезд в 1796 году административно вошли в состав Оренбургской губернии.
В 1811 году завод был выкуплен государством и стал казённым. Это привело к изменению статуса заводского посёлка, который приобрёл статус горного города и стал хозяйственным центром Златоустовского горного округа.
В 1824 году Златоуст посетил император Александр I, а в 1857 году — император Александр II.
В 1842 году главный архитектор Златоустовской фабрики Тележников Ф. А. составил и утвердил первый генеральный план застройки Златоуста.
В 1865 году в связи с созданием Уфимской губернии город вошёл в её состав как административный центр Златоустовского уезда.
В 1890 году пущена в строй железнодорожная станция, названная Златоуст по названию города вблизи которого построена, это упростило с одной стороны доставку металлургической продукции завода и других товаров, в частности, пушнины в европейскую часть страны, до этого доставляемой конными повозками и далее сплавляемой водным путём посредством рек бассейна Камы, с другой стороны позволило начать использовать мазут и каменный уголь Донецкого угольного бассейна, вместо истощённого в результате многолетней вырубки деревьев древесного. Самаро-Уфимская железная дорога была переименована в Самаро-Златоустовскую. В 1891 году с продолжением строительства железной дороги до Челябинска и далее Сибирской железной дороги на заводе начали производить рельсовые скрепления.
К 1900 году в городе имелись 2916 домов, из них 299 каменных, 8 церковных заведений, в том числе одна старообрядческая церковь, римско-католический костёл, протестантская кирха, городские трёхклассное училище, 2 одноклассных училища (мужское и женское), 4 начальных училища, городская и заводские больницы и аптеки, городская библиотека. Действовали заводы: казённый чугуноплавильный и железоделательный (1000 рабочих), 7 полировочных, пиво-медоваренный, мыловаренный, суконная фабрика и ряд мелких предприятий, в том числе артель мастеров кустарного изготовления железных и стальных изделий (3000 рабочих).
В 1903 году произошёл массовый расстрел митинга бастовавших рабочих Златоустовского казённого завода. Погибли 69 человек, более 250 были ранены, более 100 арестованы.
К середине 1910-х годов население города насчитывало около 20 000 человек.

### Оружейный центр и центр ремёсел
В 1815 году была построена оружейная фабрика (производилось холодное оружие, первыми мастерами были оружейники из немецкого города Золинген), в 1859 году — сталелитейная фабрика. В 1860—1868 годах действовала Князе-Михайловская сталепушечная фабрика, на которой были отлиты первые в России стальные пушки (затем орудийное производство перенесли на предприятия Санкт-Петербурга и Перми).
С начала XIX века Златоуст являлся центром художественной гравюры на металле, которая зародилась как подсобное производство для украшения сабель, кортиков, шпаг. Ныне золотой и серебряной насечкой украшают подарочное оружие, делают декоративные панно на стальных пластинах.
Ансамбль заводской площади (XIX век, площадь III Интернационала) является объектом исторического и культурного наследия федерального значения.

### Советский период
4 декабря 1917 года в Златоусте была установлена советская власть. 27 мая 1918 года около железнодорожной станции произошёл бой между легионерами чехословацкого корпуса и местными красногвардейцами, попытавшимися разоружить прибывший на станцию накануне эшелон численностью около 800 легионеров. 25 июня 1918 года город был оставлен частями Красной гвардии. 13 июля 1919 года в ходе Златоустовской операции город был взят частями 5-й армии Восточного фронта Красной Армии.
В ходе административно-территориальных реформ в 1919—1934 годы Златоуст неоднократно претерпел изменения статуса и территориальной принадлежности. В 1919 и 1922 годах изменились границы и состав уезда. В 1922 году в связи с упразднением Уфимской губернии, Златоуст вошёл в состав Автономной Башкирской Социалистической Советской Республики. В августе 1922 года стал уездным центром Челябинской губернии. После её упразднения в 1923 году и создания Уральской области стал административным центром Златоустовского округа. В 1930 году округа Уральской области были ликвидированы, Златоуст стал самостоятельным городом областного подчинения. В 1934 году Уральская область была упразднена с созданием трёх областей, одной из которых стала Челябинская. Дальнейшие административно-территориальные изменения Челябинской области Златоуст не затронули.
В 2004 году Златоуст стал административным центром Златоустовского городского округа Челябинской области.
Интересно, что в № 1 журнала «Вокруг света» за 1928 год имеется информация следующего содержания: «В Златоусте, Уральской области, при рытье котлованов, найдены кремнёвые топоры и наконечники для стрел. Дальнейшие раскопки, предпринятые местными археологами, дали два человеческих скелета. Оба скелета хорошо сохранились. Один из них, по исследованию, принадлежит человеку ростом в 2 метра и 10 сантиметров, и по происхождению его относят ко времени ледникового периода».
В Великой Отечественной войне приняло участие более 30 тыс. златоустовцев, более 9 тысяч из них не вернулось с полей сражений. За годы войны предприятия города произвели 1,58 млн тонн стали, 1,4 млн тонн проката, 13,8 млн корпусов снарядов и мин, 109,5 тыс. пулемётов различных марок, 41,8 тыс. авиационных пушек, 292,3 тыс. часов для танков, самолётов и ВМФ. В этот период в Златоуст прибыло эвакуированное оборудование и специалисты более 20 предприятий, в том числе: Тульского оружейного, Подольского механического, Первого Московского часового, Первого государственного точных технических камней (ТТК-1), 2-го Лужского абразивного заводов.
Также в годы войны в городе находился лагерь № 337 УНКВД Челябинской области для интернированных военнопленных иностранных армии.
Златоуст награждён Орденом Октябрьской Революции (1980).
15 ноября 2022 года за самоотверженность и трудовой героизм жителей города в достижение Победы в Великой Отечественной войне 1941—1945 годов, городу присвоено почётное звание Российской Федерации «Город трудовой доблести»

## Население
| 1897     | 1913     | 1926     | 1931     | 1939     | 1956     | 1959     | 1967     | 1970     | 1973     | 1975     |
| -------- | -------- | -------- | -------- | -------- | -------- | -------- | -------- | -------- | -------- | -------- |
| 21 000   | ↗29 200  | ↗48 000  | ↗75 000  | ↗99 000  | ↗143 000 | ↗161 342 | ↗178 000 | ↗180 488 | ↗186 000 | ↗193 000 |
| 1976     | 1979     | 1982     | 1985     | 1986     | 1987     | 1989     | 1990     | 1991     | 1992     | 1993     |
| →193 000 | ↗197 760 | ↗201 000 | ↗202 000 | ↗204 000 | ↗206 000 | ↗207 794 | ↘206 000 | ↗208 000 | →208 000 | ↘207 000 |
| 1994     | 1995     | 1996     | 1997     | 1998     | 1999     | 2000     | 2001     | 2002     | 2003     | 2004     |
| ↘206 000 | ↘203 000 | ↘202 000 | ↘200 000 | →200 000 | ↘198 400 | ↘196 900 | ↘195 900 | ↘194 551 | ↗194 600 | ↘192 800 |
| 2005     | 2006     | 2007     | 2008     | 2009     | 2010     | 2011     | 2012     | 2013     | 2014     | 2015     |
| ↘191 500 | ↘190 300 | ↘189 400 | ↘188 800 | ↘187 950 | ↘174 962 | ↗175 000 | ↘173 628 | ↘172 318 | ↘170 920 | ↘169 957 |
| 2016     | 2017     | 2018     | 2019     | 2020     | 2021     | 2023     | 2024     | 2025     |          |          |
| ↘169 057 | ↘167 978 | ↘166 885 | ↘165 375 | ↘163 919 | ↘161 774 | ↘159 662 | ↘158 597 | ↘157 244 |          |          |

На 1 января 2025 года по численности населения город находился на 116-м месте из 1124 городов Российской Федерации.

## Административное устройство
В рамках административно-территориального устройства области Златоуст является городом областного значения, которому подчинены 9 сельских населённых пунктов. В рамках муниципального устройства он составляет муниципальное образование Златоустовский городской округ, в который помимо самого города входят 9 сельских населённых пунктов.
Златоустовский городской округ разделён на территории, подведомственные четырём территориальным отделам Администрации округа: по районам металлургического завода, железнодорожного вокзала, проспекта им. Ю. А. Гагарина, машиностроительного завода (Новозлатоуст).

## Руководители
- Лукашевич Леонид Николаевич, первый секретарь горкома КПСС (1958—1963).
- Гинько Владимир Николаевич, первый секретарь горкома КПСС (1964—1966).
- Макаров Виктор Михайлович, первый секретарь горкома КПСС (1990—1991).
- Мальцев, Василий Петрович, глава города (1991—2000).
- Мигашкин, Пётр Семёнович, глава города (2000—2004).
- Мигашкин, Дмитрий Петрович, глава городского округа (2004—2009).
- Караваев, Александр Николаевич, глава городского округа (2009—2012).
- Жилин, Вячеслав Анатольевич, глава городского округа (2012—2019).
- Пекарский, Максим Борисович, глава городского округа (2019—2024).
- Решетников, Олег Юрьевич, глава городского округа (с августа 2024 года).

## Предприятия
- ООО «Златоустовский металлургический завод».
- АО «Златоустовский машиностроительный завод».
- Локомотивное депо Златоуст.
- АО «Уральский институт проектирования промышленных предприятий».
- ООО «Завод „Стройтехника“».
- ООО «Златоустовская оружейная фабрика».

## Экология
В городе отмечается повышенный уровень загрязнения атмосферного воздуха: в 2000 году в атмосферу выброшено 7757 тонн загрязняющих веществ, основная доля которых (87 %) приходится на металлургический завод. Уловлено и обезврежено 2345 тонн (23,2 %). До 1996 года наблюдалось снижение уровня загрязнения атмосферы, в 1999—2000 годы вновь был зафиксирован рост, однако в сравнении с 1993 годом уровень выбросов в атмосферу вредных веществ снизился в 1,5 раза. Наиболее загрязнён воздух в старой части города, что связано с концентрацией здесь большого количества промышленных предприятий.
Согласно данным Главной геофизической обсерватории им. А. И. Воейкова по состоянию на 1 января 2020 года, среднегодовые концентрации загрязняющих веществ следующие:
- взвешенные вещества — 1,1 ПДК[66];
- диоксид азота — 0,9 ПДК[67];
- бензапирен — 1,8 ПДК[68];
- формальдегид — 1,1 ПДК[69].

Качество атмосферного воздуха в городе (согласно РД 52.04.667-2005): 2017 год — высокий уровень загрязнения; 2018 год — высокий уровень загрязнения; 2019 год — повышенный уровень загрязнения.
В городе ведётся периодическая очистка городского пруда и Балашихинского водохранилища от донных отложений, построен самотёчный канализационный тоннель под горой Малой Татаркой длиной 2100 м, проводится рекультивация городской свалки.

## Транспорт
В городе находится управление Златоустовского региона Южно-Уральской железной дороги и железнодорожная станция Златоуст, располагающаяся на историческом ходе Транссиба. Была построена при сооружении Самаро-Златоустовской железной дороги.
Пригородные и междугородные пассажирские перевозки, кроме железнодорожного транспорта, также осуществляются автобусами. В городе действует автовокзал.
Развиты трамвайные и автобусные маршруты, функционируют маршрутные такси и такси.
Трамвайные линии в Златоусте являются вторыми по времени возникновения и третьими по протяжённости в Челябинской области. Трамвайная система является самой высокогорной в России.

## Учебные заведения
- Златоустовский индустриальный колледж им. П. П. Аносова
- Златоустовский техникум технологий и экономики
- Златоустовский педагогический колледж
- Златоустовский медицинский техникум (до 2012 года — Златоустовское медицинское училище[77])
- Филиал Южно-Уральского государственного университета
- Златоустовский медико-технологический колледж (филиал УрГУПС)

## Культура
- Государственный драматический театр «Омнибус»
- Златоустовский городской краеведческий музей
- Златоустовский музей холодного оружия
- Музей «Созвездие самоцветов»
- Дворец культуры «Металлург»
- Дворец культуры «Победа»
- Дворец культуры «Булат» — региональный центр народного творчества
- Дворец культуры «Железнодорожник»
- Дом детства и юношества
- Культурный центр имени В. А. Ростова и Бажовский парк на Красной горке
- Централизованная библиотечная система Златоустовского городского округа
- Кинотеатр «Космос». Открыт 31 января 1972 года[78]

## Религия
В городе расположено управление Златоустовской епархии Челябинской митрополии Русской Православной церкви и мусульманская община.
Православные храмы
- Свято-Троицкая церковь (разрушена)
- Храм преподобного Серафима Саровского
- Храм во имя Святого Симеона Верхотурского
- Храм святителя Иоанна Златоуста
- Часовня в честь Святого Праведного Александра Невского
- Часовня в честь Святителя Иоанна Златоуста
- Храм великомученика Георгия Победоносца

Протестантские общины
- Дом молитвы евангельских христиан баптистов
- Дом молитвы христиан веры евангельской

Мечети
- Златоустовская соборная мечеть, единственная соборная мечеть, украшенная 99 именами Аллаха на гравюре из стали[79][80][81].
- Махалля-мечеть № 938[82].

## Спортивные команды и клубы
- Женская ватерпольная команда «Динамо-Уралочка»
- Футбольный клуб «Металлург»
- Хоккейный клуб «Таганай»

## Достопримечательности
- Башня-колокольня Иоанна Златоуста
- Памятник П. П. Аносову
- Памятник жертвам расстрела 13 марта 1903 года
- Национальный парк «Таганай»
- Косотур

## Города-побратимы
- Тьер, Франция (с 2014 г.)[источник не указан 2787 дней];
- Керчь (с 2015 г.)[источник не указан 2787 дней];
- Ибзиц, Австрия (c 2016 г.)[83];
- Цахкадзор, Армения (с 2017 г.)[источник не указан 2787 дней].
- Жлобин, Беларусь (с 2020 года)